# Д’Амброзио, Убиратан
Убиратан Д’Амброзио (порт.-браз. Ubiratan D'Ambrosio; 8 декабря 1932, Сан-Паулу — 12 мая 2021) — бразильский математик, доктор математики в университете Сан-Паулу, преподаватель математики. Один из основателей этноматематики.

## Биография
Д’Амброзио получил докторскую степень в университете Сан-Паулу. В 1993 году, имея за плечами впечатляющую карьеру в качестве преподавателя, администратора и писателя, он также нашёл время, чтобы работать в Международной комиссии по истории математики (ICHM) в течение пяти лет. Д’Амброзио являлся основателем бразильского общества по математике и истории Международной группы этноматематиков. Здесь он также имел дело конкретно с историей математики в контексте процесса колонизации.

## Награды
- Kenneth O. May Prize (2001) — совместно с Лам Лау Йонгом
- Felix Klein Medal (2005)[3]

## Книги
- 1996, Educação Matemática: da teoria à prática. ISBN 9788530804107
- 1997, Ethno Mathematics. Challenging Eurocentrism, in Arthur B. Powell, Marilyn Frankenstein (eds.) Mathematics Education, State University of New York Press, Albany 1997, p. 13-24.
- Historiographical Proposal for Non-Western Mathematics, Helaine Selin (ed.), Mathematics Across Cultures. The History of Non-Western Mathematics, Kluwer Academic Publishers, Dordrecht, 2000, pp. 79-92.